# 单羽火筒树
单羽火筒树（学名：Leea crispa），为葡萄科火筒树属下的一个种。

## 扩展阅读
維基物種上的相關：单羽火筒树